# 香龍血樹
香龍血樹，又名巴西木（英語：Brazilwood）或巴西鐵樹，是天门冬科龙血树属的一种多年生被子植物，原生於非洲南部，具体分佈於從北部的蘇丹到南部的莫桑比克，西到科特迪瓦，西南到安哥拉，生長於海拔600米至2250米的高地。
其种加词“fragrans”意为“芳香的”、“有着甜美气味的”。

## 型態描述
香龍血樹是一種生長緩慢的灌木。
在香港偶爾4月開花，一連串3厘米球狀花序自枝頂垂下，日間呈啡色無香，夜間張開白色6瓣小花，發出濃烈香氣。

## 图库

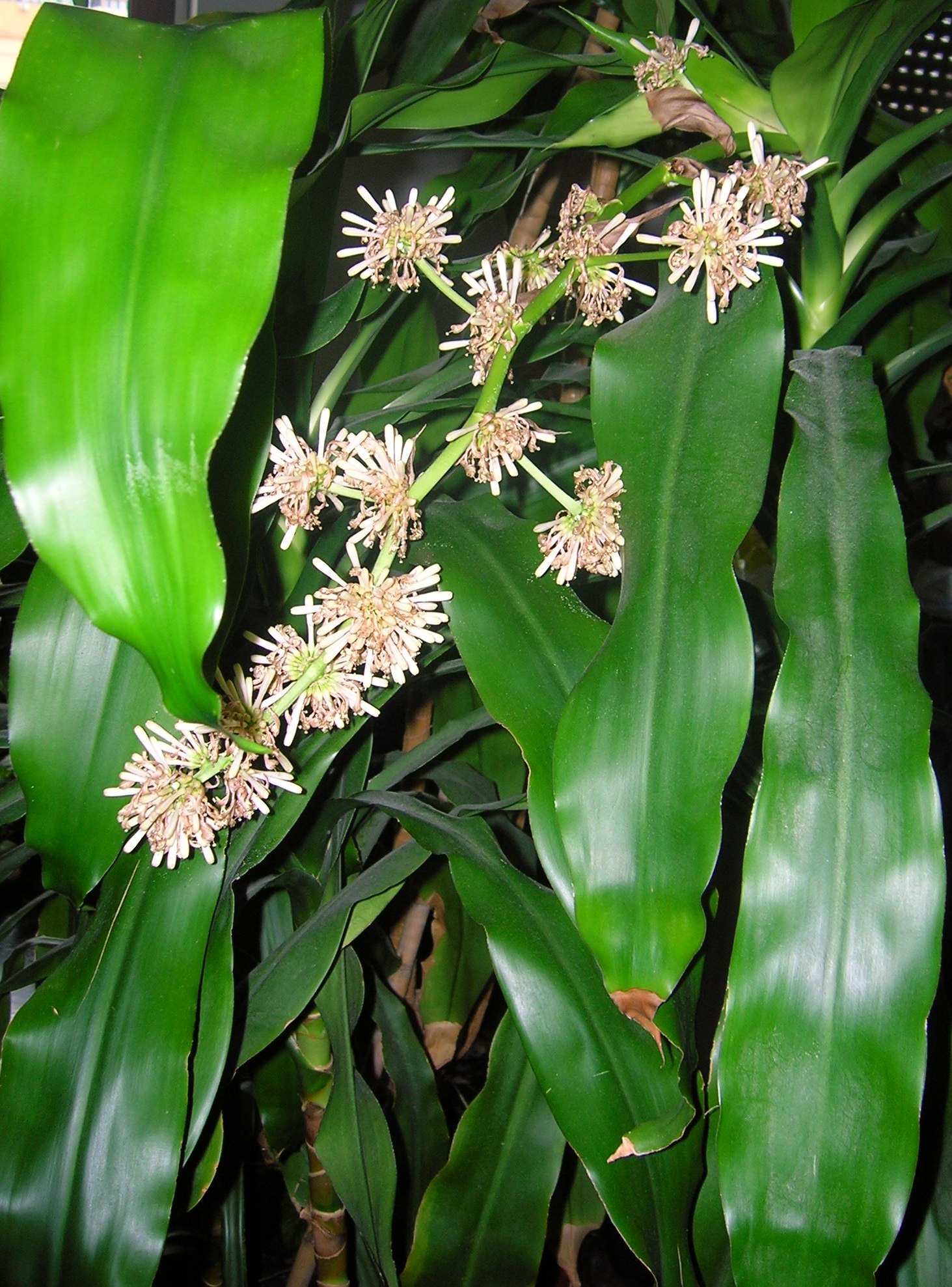
叶子和花朵
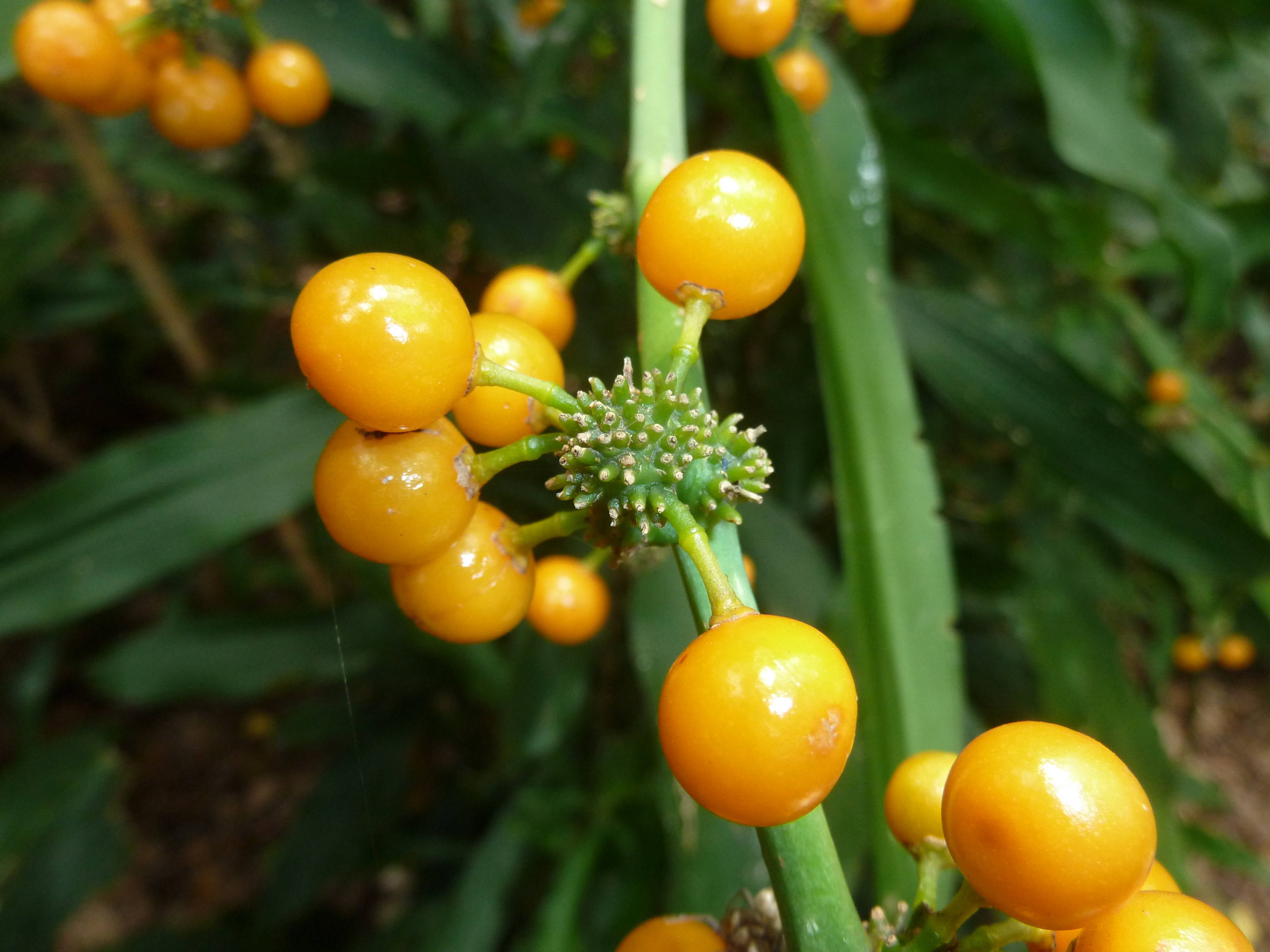
果实

## 外部連結
- Dressler, S.; Schmidt, M. & Zizka, G. . . Frankfurt/Main: Forschungsinstitut Senckenberg. 2014.